# Новосільці (Курманський район)
Новосі́льці (до 1948 року — Фрайдорф; крим. Fraydorf, раніше — Агудас-Ахим) — село Курманського району Автономної Республіки Крим.
Відстань від райцентру до населеного пункта становить 10 кілометрів по прямій.